# Bateria alkaliczna

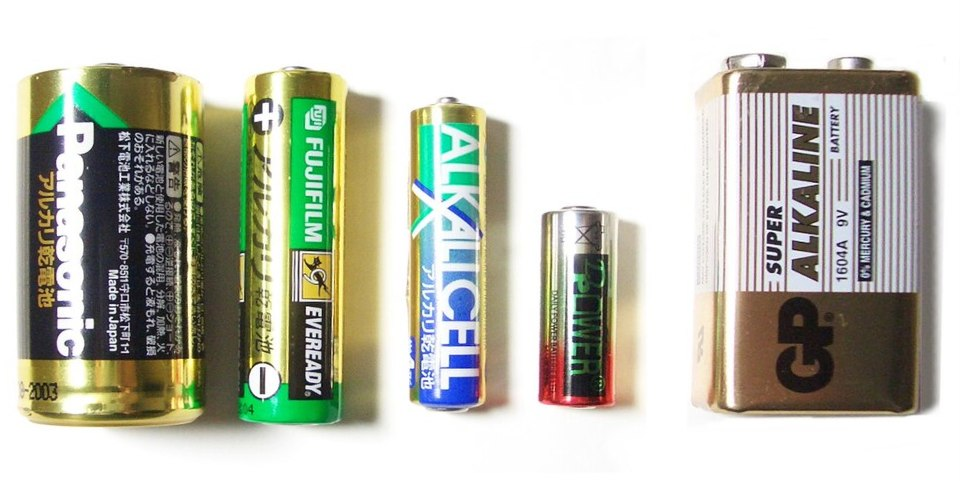
Baterie alkaliczne, od lewej LR14, LR6, LR03, LR1 i 6LR61

Bateria alkaliczna – schemat budowy

Bateria alkaliczna (ogniwo alkaliczne) – ogniwo galwaniczne jednorazowego użytku (bez możliwości ładowania) w którym w charakterze elektrolitu zastosowano roztwory alkaliczne (zasadowe). Zasada działania ogniwa polega na reakcji chemicznej, która zachodzi pomiędzy cynkiem a tlenkiem manganu(IV) (Zn/MnO2). Napięcie znamionowe wynosi 1,5 V. Ogniwo alkaliczne zostało wynalezione przez amerykańskiego chemika Lewisa Urry'ego w 1959 w firmie Eveready Battery (obecnie Energizer). Współczesne ogniwa alkaliczne, dzięki technologicznym udoskonaleniom, mogą wytrzymać 40 razy dłużej niż oryginalny prototyp. Występuje powszechnie w handlu np. jako popularne tzw. „baterie” okrągłe różnej wielkości, oznaczane symbolami LR03 (AAA), LR6 (AA, tzw. paluszek), LR14 (C) lub LR20 (D). Ogniwa LR6 osiągają pojemność rzędu 2500 mAh.
| anoda      | sproszkowany cynk (Zn)                 |
| katoda     | sproszkowany tlenek manganu(IV) (MnO2) |
| elektrolit | wodorotlenek potasu (KOH)              |

Zastosowania: urządzenia o średnim poborze prądu (100-300 mA) - przenośne odtwarzacze CD, przenośne magnetofony, aparaty fotograficzne, latarki - urządzenia o dużym poborze prądu (powyżej 300 mA) - elektroniczne notesy, telefony bezprzewodowe, golarki, aparaty cyfrowe, gry elektroniczne

## Reakcja chemiczna
katoda: 2MnO
2 + H
2O + 2e−
 → Mn
2O
3 + 2OH−

anoda: Zn + 2OH−
 → Zn(OH)
2 + 2e−

reakcja całkowita: 2MnO
2 + H
2O + Zn → Mn
2O
3 + Zn(OH)
2